# شهریارک موساو
شهریارک موساو (نام علمی: Symposiachrus menckei) نام یک گونه از سرده شهریارک‌های رنگ‌پریده است.